# Automobili Lamborghini
Pour les articles homonymes, voir Lamborghini (homonymie).
Automobili Lamborghini (Super Speed Race 64 (スーパースピードレース64) au Japon), aussi connu sous le nom Lamborghini 64, est un jeu vidéo de course sorti en 1997 sur Nintendo 64. Le jeu a été développé et édité par Titus Interactive.

## Système de jeu
Le jeu propose six circuits différents, quatre modes de jeu (arcade, championnat, course unique et contre-la-montre) et deux niveaux de difficulté ("novice" et "expert").  En plus des modèles Lamborghini (Diablo et Countach) accessibles dès le début du jeu, il est également possible de débloquer d'autres sportives emblématiques des années 1990 : Ferrari 512 TR, Ferrari F50, Porsche 959, Bugatti EB 110, Dodge Viper GTS et McLaren F1. Chaque modèle est proposé en trois coloris différents.
Il est jouable jusqu'à quatre joueurs en écran partagé.